# Wiener Frauen
Wiener Frauen (Signore Viennesi), op. 423, è un valzer di Johann Strauss (figlio).
All'inizio del 1886 il sessantenne Johann Strauss fu invitato dalla Croce Rossa russa e da una fondazione per bambini di San Pietroburgo (entrambe le istituzioni sotto il patrocinio della Zarina) a esibirsi in una serie di concerti a San Pietroburgo.
Strauss e la moglie Adele lasciarono Vienna nel marzo 1886 per cominciare il loro viaggio verso la Russia e, tramite le soste ad Amburgo e Berlino dove Johann presentò la sua nuova operetta Der Zigeunerbaron (Lo zingaro Barone), raggiunsero San Pietroburgo a metà di aprile.
Strauss portò con sé un certo numero di composizioni appositamente preparate per i suoi concerti di San Pietroburgo, tra cui un omaggio (a tempo di valzer) per le signore della città.
Il valzer, intitolato Les Dames de St. Petersbourgh, fu ascoltato per la prima volta nella scuola di equitazione del reggimento della guardi reale, il 27 aprile 1886.
Per il pubblico viennese, tuttavia, il lavoro subì un lieve cambiamento nel titolo, diventando Wiener Frauen (Signore Viennesi).